# Elis (Stadt)

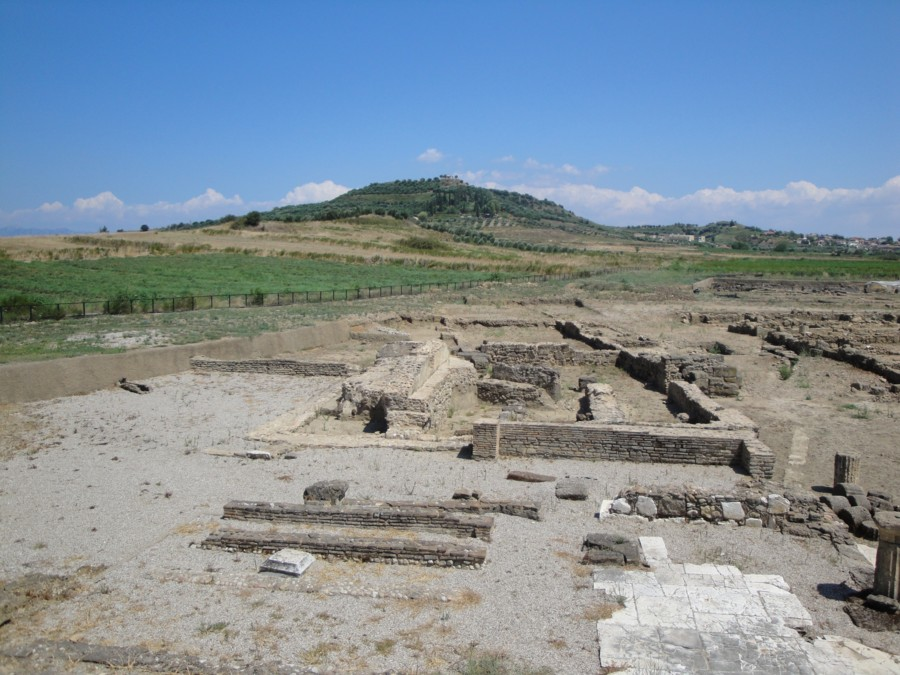
Stadtgebiet von Elis, im Hintergrund die Akropolis

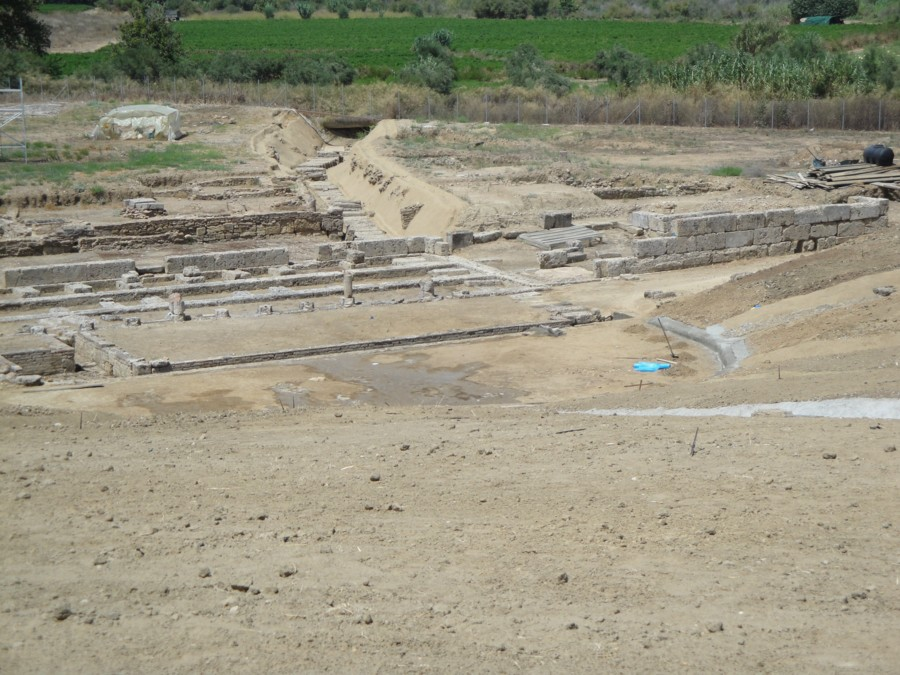
Theater von Elis

Elis (altgriechisch Ἦλις; neugriechisch Ήλιδα Ílida, beide Formen (f. sg.)) war die Hauptstadt der antiken Landschaft Elis auf der nordwestlichen Peloponnes.
Die Stadt liegt am Austritt des Flusses Peneios aus dem Gebirge in die Ebene im Gebiet des heutigen Gemeindebezirks Amaliada nördlich von Kalyvia.

## Geschichte
Sie soll 471 v. Chr. durch Synoikismos entstanden sein, jedoch ist unklar, was die antiken Quellen damit meinen; die Stadt bestand schon davor an gleicher Stelle, und es gab davor und danach getrennte Gemeinden in der Landschaft Elis.

## Forschungsgeschichte
Erste Ausgrabungen wurden in Elis 1910 bis 1914 vom Österreichischen Archäologischen Institut unter Leitung von Otto Walter durchgeführt. Von 1960 bis 1981 führte die Archäologischen Gesellschaft zu Athen unter Leitung von Nikolaos Yalouris und österreichischer Beteiligung weitere Grabungen durch.
Die Funde sind teilweise im 1981 begründeten lokalen archäologischen Museum ausgestellt, für das 2003 ein Neubau errichtet wurde.